# Winderswohlde (Anderlingen)
Winderswohlde (niederdeutsch Winnerswohl) ist ein Wohnplatz in der Gemeinde Anderlingen im Landkreis Rotenburg (Wümme) in Niedersachsen. Verwaltungstechnisch und historisch gehört Winderswohlde zu Grafel.

## Geographie und Verkehrsanbindung
Winderswohlde liegt in der Stader Geest fünf Kilometer nordöstlich von Anderlingen. Die Twiste fließt nahe Winderswohlde lang. Durch den Ort führt eine Nebenstraße, die im Südwesten die Kreisstraße 109 nahe Grafel mit der Kreisstraße 47 in Wohlerst verbindet. Am südwestlichen Ortseingang zweigt eine weitere Nebenstraße ab, die nach Fehrenbruch zur Kreisstraße 109 führt. Im Westen führt zudem ein Pfad nach Oersdorf.
Der Ortskern befindet sich westlich der Nebenstraße, die lediglich von einer Hofstelle gesäumt wird. Winderswohlde besteht aus sechs Hofstellen.

## Geschichte
Um 1500 bestand Winderswohlde nur aus einer einzigen Hofstelle. Aus diesem Stammhof namens Brunkhorst entwickelte sich der Ort Winderswohlde; dies ist der Grund, weshalb alle Hofstellen in Winderswohlde den Namen Brun(c)khorst tragen.
Im Jahr 1824 wird angegeben, dass der Ort zwei Feuerstellen habe. Für das Jahr 1848 wird angegeben, dass Winderswohlde als Hof über zwei Wohngebäude mit 25 Einwohnern verfüge.  Zu der Zeit bildete Winderswohlde mit dem Hof Mojenhoop und dem Ort Grafel einen Gemeindeverband.

### Religion
Winderswohlde ist evangelisch-lutherisch geprägt und gehört zum Kirchspiel der Lamberti-Kirche in Selsingen.

## Kultur und Sehenswürdigkeiten

### Bauwerke
Historischer Ortskern mit Ensemble aus
- Stammhof mit historischem Hallenhaus, Feldscheune, Schafstall, Erdspeicher und Fundamentstein von 1707
- Alte Steinmauer von 1850 mit einer Länge von 30 m, diente als Hofeinfriedung, 1935 ausgebessert
- Allee aus Eichen und Buchen mit historischem Straßenbelag am südwestlichen Ortsausgang[1]

Denkmalgeschützte Gebäude
- Wohn- und Wirtschaftsgebäude Winderswohlde 2 in Fachwerk; aus der ersten Hälfte des 19. Jahrhunderts
- Hofanlage Winderswohlde 1 mit Speicher von 1867 und Feldscheune von um 1800

## Trivia
Winderswohlde war zusammen mit Grafel 1987 und 1999 Kreissieger beim Wettbewerb „Unser Dorf soll schöner werden“.